# ليزغينكا

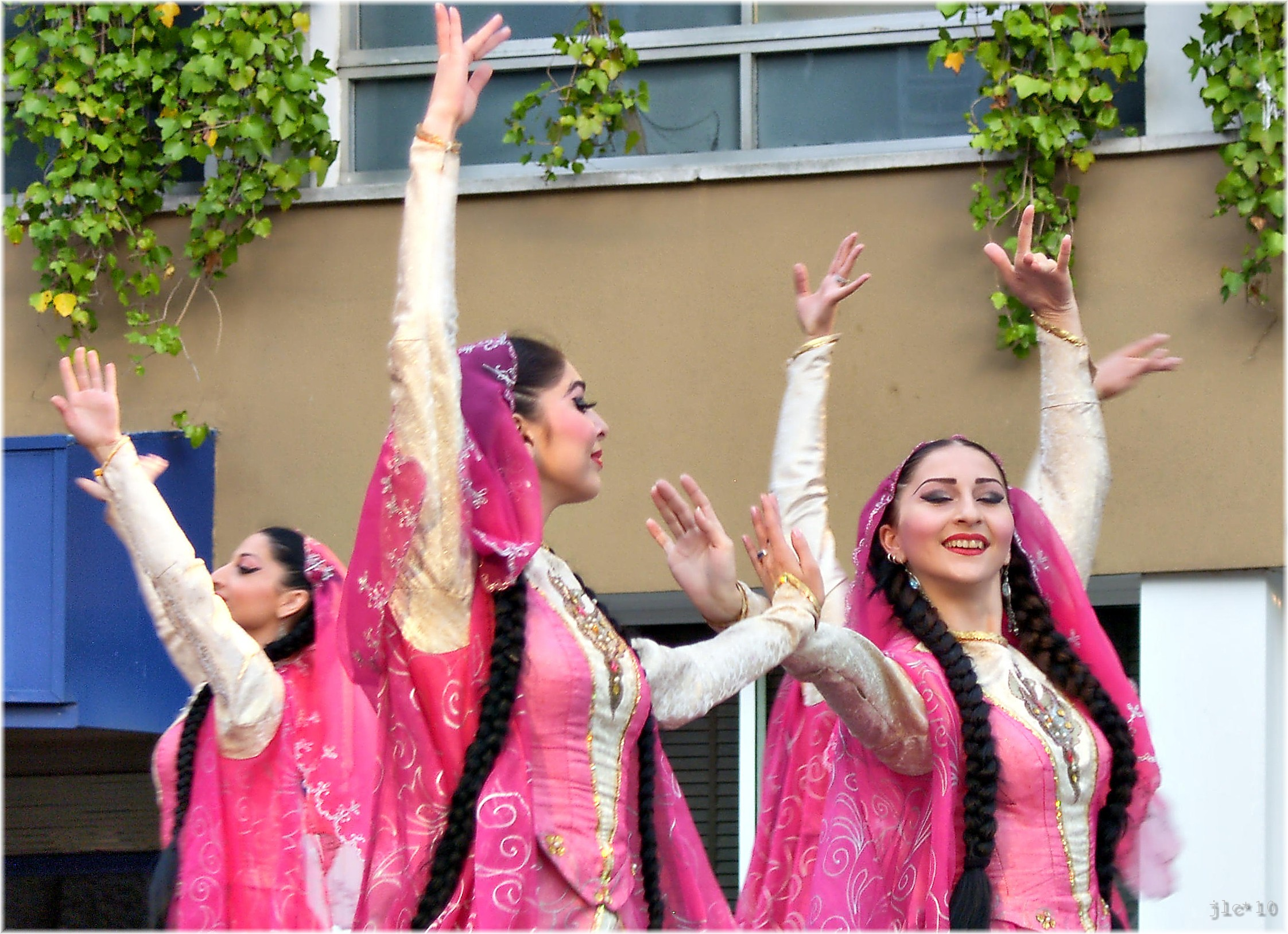
رقصة ليزغينكا.

ليزغينكا ((بالإنجليزية: Lezginka)‏، (بالروسية: лезгинка)، (بالشيشانية: хелхар)‏) هي رقصة شعبية تُمارسها العديد من شعوب جبال القوقاز.